# 熱帶低氣壓溫妮 (2004年)
熱帶低氣壓溫妮（英語：Tropical Depression Winnie）是2004年太平洋台风季的一個热带气旋，亦是該季中最後一個未獲日本氣象廳命名的热带气旋，风暴在11月27日形成，在11月30日消散。雖然溫妮只是一股熱帶低氣壓，但它的廣闊雨帶卻為菲律賓地區帶來暴雨，並造成廣泛地區水浸，造成1,593人死亡或失蹤。除了菲律宾大气地球物理和天文管理局外，只有日本氣象廳和中央氣象局將它升格為熱帶低氣壓。菲律宾大气地球物理和天文管理局因這個熱帶低氣壓所引起的風災而將「溫妮」這個名字除名，是歷來暫時唯一一次。
由於溫妮造成超過6.79億菲律賓比索的損失和1,619人死亡，菲律賓大氣地球物理和天文服務管理局把該颱風的當地名稱Winnie從命名表中除名。以後將不再使用。2005選擇Warren替代Winnie。

## 氣象歷史
溫妮首次於2004年11月27日被菲律宾大气地球物理和天文管理局發現在菲律賓以東海域，並被確認為一熱帶低氣壓，日本氣象廳和中央氣象局亦有為它升格。聯合颱風警報中心亦為溫妮發出熱帶氣旋形成警報。溫妮採取西北偏西方向移動後，於11月29日在菲律賓南甘馬粦省蒂加翁登陸。溫妮在橫過菲律賓上空時，達到十分鐘平均風速55公里每小時（35英里每小時）的顛峰強度，其中心最低气压為1000毫巴（百帕斯卡，29.53吋汞）。在達到顛峰強度後，溫妮開始減弱，自南甘馬粦省德爾加列戈出海，並轉以西北方向，沿奎松省南部海岸線移動。翌日早上，聯合颱風警報中心報告溫妮已在拉乌尼翁省普戈沿岸消散，並取消熱帶氣旋形成警報。

## 影響
雖然溫妮只是一股熱帶低氣壓，但它的廣闊雨帶卻為菲律賓米沙鄢群島和呂宋地區帶來暴雨。當中卡巴那端市在11月29日正午至11月30日正午錄得最高雨量為157.8毫米。
最初政府估計有至少300人死於風災，但隨後發現至少有842人死亡，另有751人失蹤，共計有1,593人。溫妮所帶來的經濟損失估計有6.787億披索（約1,460萬美元，以2004年計）。
溫妮消散後幾天，菲律賓再次受到一股更強勁的颱風南瑪都吹襲，並加劇災情，造成更多人命和經濟損失。